# Miele delle Dolomiti Bellunesi
Il Miele delle Dolomiti Bellunesi è una denominazione di origine protetta (D.O.P.), la seconda riconosciuta in Italia per questo prodotto.

## Zona di produzione
La produzione del miele è estesa entro tutto il territorio della Provincia di Belluno, comprendenti l'area Dolomitica specialmente il Comelico e la Val Zoldana, la Valbelluna e le Prealpi bellunesi. La particolare conformazione del territorio completamente montano, il microclima, e l'assenza di agenti inquinanti, ha favorito lo sviluppo di un ecotipo locale di api che insieme alla fioritura di questa zona, conferiscono un carattere proprio al prodotto finale. La produzione in tutti i suoi passaggi è fatta nello stesso territorio e segue regolamenti e procedimenti ben precisi.

## Storia della produzione
La produzione del miele in questi posti è attestata fin dall'antichità. I primi documenti della produzione di miele in questa zona sono del XVI secolo, nel 1712 si fa riferimento a tre diversi tipi di miele: quelli di fiore d'alta alpe, quello di brugo e quello dè bosco misto. Dal 1980 con il marchio Apidolomiti il marchio ha iniziato a farsi conoscere e grazie alle sue caratteristiche e qualità nel 2010 viene registrato come prodotto a origine protetta, insieme a quello della Lunigiana, è l'unico marchio italiano di miele ad avere una certificazione europea.

## Tipologie
- Miele delle dolomiti Bellunesi Millefiori
- Miele delle dolomiti Bellunesi Acacia
- Miele delle dolomiti Bellunesi Tiglio
- Miele delle dolomiti Bellunesi Castagno
- Miele delle dolomiti Bellunesi Rododendro
- Miele delle dolomiti Bellunesi Tarassaco

## Manifestazioni
In onore di questo prodotto ogni anno ad ottobre si svolge la manifestazione di Limana paese del Miele, in cui viene mostrata la lavorazione e il prodotto finale.